# Peter, Paul and Mary

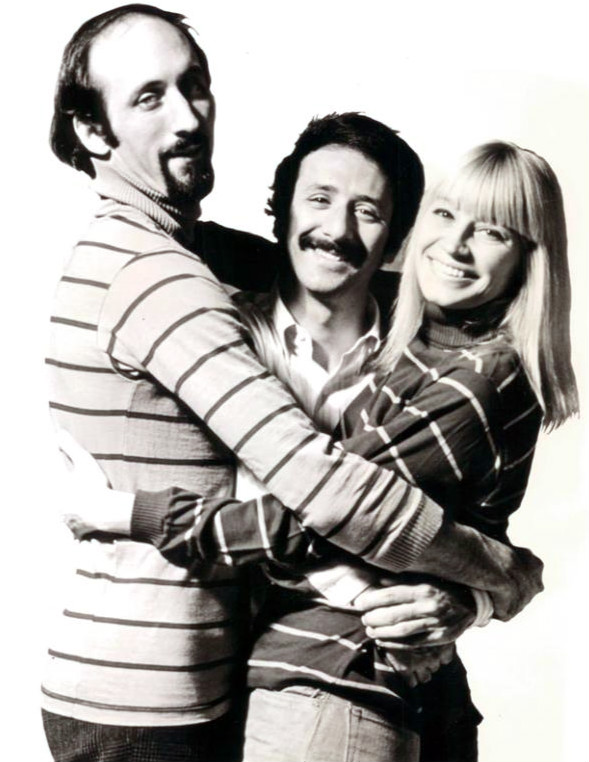
Peter, Paul and Mary cirka 1970.

Peter, Paul and Mary i Washington, D.C. 1963.

Peter, Paul and Mary var en amerikansk trio, bildad 1961 i New York. I trion, som ofta förkortas PP&M, ingick Mary Travers (född 9 november 1936 i Louisville, Kentucky, död 16 september 2009 i Danbury, Connecticut), Paul Stookey (född 30 december 1937 i Baltimore, Maryland) och Peter Yarrow (född 31 maj 1938 på Manhattan, New York, död 7 januari 2025). Deras storhetstid var 1960-talet, men gruppen har även existerat senare. Gruppen var engagerad i fredsrörelsen och medborgarrättsrörelsen och sjöng bland annat på den stora marschen till Washington 1963 där Martin Luther King höll sitt berömda tal.
Trion spelade och sjöng mest så kallad amerikansk folkmusik, och gjorde melodiösa, flerstämmiga tolkningar av andra artister som Bob Dylan, Paul Simon, Pete Seeger, Gordon Lightfoot och Tom Paxton, men de skrev även eget material.
Bland deras mest kända låtar kan "Early Morning Rain", "Lemon Tree", "Puff, the Magic Dragon", "If I Had a Hammer", "Blowin' in the Wind" och "Leaving on a Jet Plane" nämnas. Gruppmedlemmarna har också givit ut soloalbum.
Mary Travers avled i leukemi den 16 september 2009.
Peter Yarrow avled den 7 januari 2025.

## Diskografi
Studioalbum
- Peter, Paul & Mary (1962)
- Moving (1963)
- In The Wind (1963)
- A Song Will Rise (1965)
- See What Tomorrow Brings (1965)
- Album (1966)
- In Japan (1967)
- Album 1700 (1967)
- Late Again (1968)
- Peter, Paul And Mommy (1969)
- Reunion (1978)
- No Easy Walk To Freedom (1986) (med sången El Salvador)
- A Holiday Celebration (1988)
- Flowers And Stones (1990)
- PP M& (Lifelines) (1995)
- In These Times (2003)

Livealbum
- In Concert (1964)
- Such Is Love (1982)
- Peter, Paul And Mommy, Too (1993)
- Lifelines Live (1996)
- Peter, Paul & Mary: Live In Japan, 1967 (2-CD) (2012)

Singlar
- Big Boat / Tiny Sparrow (1962)
- If I Had a Hammer (The Hammer Song) / Gone the Rainbow (1962)
- Lemon Tree / Early in the Morning (1962)
- A-Soalin' / High-A-Bye (1963)
- Blowin' in the Wind / Flora (1963)
- Don't Think Twice, It's All Right / Autumn to May (1963)
- Puff / Pretty Mary (1963)
- Settle Down (Goin' Down That Highway) / 500 Miles (1963)
- Stewball / The Cruel War (1963)
- Tell It on the Mountain / Old Coat (1964)
- Oh, Rock My Soul (Part I) / Oh, Rock My Soul (Part II) (1964)
- Early Morning Rain / The Rising of the Moon (1965)
- For Lovin' Me / Monday Morning (1965)
- San Francisco Bay Blues / Come and Go With Me (1965)
- The Times They Are a Changin' / When the Ship Comes In (1965)
- When the Ship Comes In / The Times They Are a Changin' (1965)
- For Baby (For Bobby) / Hurry Sundown (1966)
- Hurry Sundown / Sometime Lovin' (1966)
- The Cruel War / Mon Vrai Destin (1966)
- The Other Side of This Life / Sometime Lovin' (1966)
- Where Have All the Flowers Gone (1966)
- I Dig Rock and Roll Music / The Great Mandella (1967)
- Too Much of Nothing / The House Song (1967)
- Apologize / I Shall Be Released (1968)
- Eugene McCarthy for President (If You Love Your Country) / If You Love Your Country (1968)
- Day Is Done / Make Believe Town (1969)
- Leaving on a Jet Plane / The House Song (1969)
- Best of Friends / Forever Young (1978)
- Like the First Time / Best of Friends (1978)
- Vaya Con Dios / Mr. Sandman (1984)

Samlingsalbum
- The Best of Peter, Paul and Mary (1967)
- Ten Years Together (1970)
- Around The Campfire (1998)
- Songs Of Conscience & Concern (1999)
- Carry It On (4-CD Box + DVD) (2003)
- The Very Best of Peter, Paul and Mary (2005)